# Albrecht Rudolf Paul Kuchenbuch
Albrecht Rudolf Paul Kuchenbuch (* 12. Januar 1867 in Groß Wanzleben; † 5. Juli 1938) war ein deutscher Unternehmer. 
Er absolvierte seine kaufmännische Lehre von 1884 bis 1887 in der Textilbranche in Magdeburg. Vom 1. Januar 1888 bis 30. September 1890 war er in Koblenz tätig. Anschließend ging er nach Köln und trat im Alter von 28 Jahren als Kompagnon bei P.Krücken ein. Er baute die geschäftlichen Aktivitäten aus und schaffte es so, die Firma sicher durch die Zeiten des Ersten Weltkriegs und der Deutschen Inflation zu führen. Insgesamt leitete er die Firma bis zu seinem Tod 1938 über eine Zeit von 43 Jahren.